# Balaixikha
Balaixikha - Балашиха (rus) - és una ciutat de l'óblast de Moscou, a Rússia.

## Demografia
Plantilla:Démographie